# Chi Chuột gai bìu má rừng
Chi Chuột gai bìu má rừng (tên khoa học Heteromys, tên tiếng Anh: forest spiny pocket mice) là một chi động vật thuộc bộ Gặm nhấm, họ Chuột bìu má (Heteromyidae). Tên chi Heteromys gồm Hetero- gốc tiếng Hy Lạp nghĩa là "khác, dị", còn mys nghĩa là "chuột". Chúng có một đặc điểm "lạ" là các túi má ở bên ngoài miệng dùng để trữ thức ăn và mở ra thu vào nhờ một hệ thống cơ đặc biệt ở hai má.

## Các loài
Chi này bao hàm các loài sau:
- Heteromys adspersus
- Heteromys anomalus
- Heteromys australis
- Heteromys catopterius[2]
- Heteromys desmarestianus
- Heteromys gaumeri
- Heteromys goldmani
- Heteromys irroratus
- Heteromys nelsoni
- Heteromys nubicolens[3]
- Heteromys oasicus'
- Heteromys oresterus
- Heteromys pictus
- Heteromys salvini
- Heteromys spectabilis
- Heteromys teleus